# Frumar
Frumar také Frumarius, Frumario (? – 464) byl svébský válečník a vůdce, který převzal vládu po Maldrasovi, který byl zavražděn v únoru 460. Frumar pak jako vůdce skupiny Svébů pustošil Lusitánii. Pravděpodobně soupeřil s Rechimundem, válečným vůdcem Svébů v Galícii o trůn až do své smrti.
V roce 460 pod vlivem římských vůdců Ospinia a Ascaniuse utočili na Frumarův kmen Vizigóti a nutil ho k ústupu. Ve stejný rok Frumar s Římany zpustošil město Aquae Flaviae (dnes město Chaves v Portugalsku)